# Cartel de la toga
El Cartel de la toga es un caso de corrupción judicial y política de Colombia, en el cual miembros de la Corte Suprema de Justicia de Colombia cometieron los delitos de cohecho y concusión. Se destapó en el año 2017, y se considera un incidente grave de corrupción, porque dejó en evidencia un entramado de desviación de la acción penal. Se han realizado más de 50 capturas y extradiciones .
Según la Fiscalía General de la Nación, el entonces fiscal Anticorrupción Luis Gustavo Moreno, el expresidente de la Corte Suprema Francisco Ricaurte, el exmagistrado Leonidas Bustos, el magistrado Gustavo Malo, el exmagistrado auxiliar Camilo Ruiz y los abogados Luis Ignacio Lyons, Gerardo Torres, más conocido como Yayo, y Leonardo Pinilla, también conocido como "El Porcino"– se encargaron de alterar, desaparecer, desviar o dilatar procesos en la CSJ utilizando información privilegiada de la Corte Suprema, la más alta institución de justicia en Colombia.

## Nombre
Su nombre se le debe a la prensa colombiana, porque la red de corrupción era dirigida por los togados de las altas cortes, es decir, los magistrados.

## Casos

### Caso: Alejandro Lyons
El caso se destapó cuando el exgobernador de Córdoba, Alejandro Lyons, se fugó para evitar ser condenado por desfalco, por sumas que ascendieron a 10.000 millones de pesos de esa época (USD$3.322.260 dólares), según dicta el expediente, en hechos ocurridos durante su administración. En Miami, Lyons recibió la visita del fiscal anticorrupción Gustavo Moreno. 
Después de convertirse en informante de la DEA, Lyons realizó grabaciones secretas, que pretendían demostrar que Moreno le pidió la suma de 500 millones de pesos (cerca de $170.000 dólares), de ese entonces, para demorar los procesos que la Fiscalía llevaba en su contra. Según Lyons, el método usado por Moreno fue sobrecargar a los funcionarios que estaban llevando su caso con trabajo, para evitar que éstos pudieran ejercer debidamente su labor.

### Captura de Luis Gustavo Moreno
Luis Gustavo Moreno fue capturado, en junio de 2017 y acusado por los cargos de concusión (recibir dinero) por parte de la fiscalía y luego fue solicitada su extradición por parte del gobierno de los Estados Unidos, que lo acusaba del cargo de lavado de activos. La captura llevó a que se iniciara una investigación que luego descubrió que magistrados de las altas cortes colombianas tenían una red de tráfico de influencias y desvío de investigaciones en todo el país.
Los magistrados que Moreno y otros testigos acusaron de pertenecer a la red de corrupción y que tienen investigaciones en curso son los magistrados José Leonidas Bustos Martínez,Francisco Ricaurte y Gustavo Malo.  Dentro de las pruebas aportadas por Moreno, la Fiscalía halló que los congresistas que pagaron a la red de Moreno fueron Hernán Andrade y Musa Besayle.

### Captura de Musa Besayle
En agosto de 2017, el congresista Musa Besayle admitió que pagó 2.000 millones de pesos, de esa fecha, a Luis Gustavo Moreno y magistrados de la Corte Suprema de Justicia, con el fin de frenar su orden de captura en el proceso por «parapolítica», que llevaba el cuerpo colegiado.
En una entrevista radial a la cadena noticiosa colombiana la FM, Besayle contó como fue el proceso de negociación que redujo de COP$ 6.000 millones de pesos a COP$ 2.000 millones de pesos el pago del soborno que lo libró de parar en la cárcel.
En octubre de 2017, Besayle fue enviado a la cárcel la Picota, de Bogotá, acusado por la Corte Suprema de Justicia de pagar COP$ 2.000 millones de pesos colombianos (cerca de USD$ 700.000 dólares) al exfiscal y exdirector de la Unidad Anticorrupción Luis Gustavo Moreno, con el fin de detener una supuesta orden de captura que emitiría la Corte Suprema en su contra por procesos de parapolítica.
El entonces gobernador de Córdoba Alejandro Lyons fue el encargado de recolectar dinero proveniente del robo de las regalías a su departamento para dárselo a Musa con el propósito de sobornar a los magistrados. El amigo de Lyons, Sami Spath, apodado "el hombre del maletín" o "el hombre de la tula", fue testigo presencial de cómo Lyons y Musa Besayle organizaron pacas de dinero para pagarle a los magistrados del cartel de la toga, Leonidas Bustos y Francisco Ricaurte.

### Caso: Clan Gnecco
En mayo de 2018, el exfiscal anticorrupción Luis Gustavo Moreno capturado por corrupción, delató al senador José Alfredo Gnecco y a su padre, el exgobernador del Cesar, Lucas Gnecco de estar involucrados en el cartel de la toga en el que José Alfredo le pagó sobornos para alterar las investigaciones penales por corrupción que pesan contra Lucas.
Gnecco acumulaba tres condenas de la Corte Suprema de Justicia de Colombia; fue condenado en el 2000 por "costreñimiento al elector", en 2009 fue condenado por la "suscripción de contratos irregulares" y luego ese mismo año CSJ lo encontró responsable de "corrupción", en relación con el fraccionamiento de contratos (101 contratos irregulares) que celebró para dotar planteles educativos en el Cesar. La CSJ le impuso una sentencia de 24 años de cárcel.
Moreno fue apoderado de Lucas Gnecco a partir del 7 de julio de 2015. El exfiscal Luis Gustavo Moreno, involucró también en hechos de corrupción al exgobernador del Cesar, Lucas Gnecco Cerchar y a su hijo, el senador por el Partido de la U, José Alfredo Gnecco quien le habría pagado un soborno de COP$ 150 millones de pesos a los magistrados de la Corte, para favorecer a su padre en su condena de 24 años de cárcel y dilatar procesos pendientes en la CSJ.
Sobre el caso, Moreno dijo:.

Directamente [el magistrado] Francisco me dijo reciba al hijo del exgobernador, al congresista Gnecco, recíbale poder. Eran honorarios normales, no recuerdo la cifra, me tocaría revisar con documentación. No fue una cifra escandalosa, era normal, la orden era aplace, no se preocupe que lo van a dejar a aplazar. Francisco me decía que no me preocupara. En otras diligencias yo solicitaba aplazamientos y me negaban, ejemplo Luis Alfredo Ramos. El propósito era evitar que se instalara, dejar que a eso se le fuera bajando presión. Ellos creían que procedía prescripción, yo decía que no era procedente y la instrucción era que aplazara.

### Otros casos
En 2018, las investigaciones del Cartel de la toga continuaron, incluyendo investigaciones contra los hijos de los involucrados del escándalo mediático, quienes se les acusa de ser adjudicados con contratos por más de $1.000 millones de pesos, siendo la Contraloría el ente contratante. Así mismo, se revisaron decisiones que la Corte pudo haber tomado irregularmente.
El testigo estrella, Luis Gustavo Moreno, perdió la facultad de ejercer funciones como abogado por 15 años.
En mayo de 2019, la comisión de acusaciones del senado colombiano solicitó investigar al exfiscal general de la nación para el período de los hechos, Eduardo Montealegre.
A raíz de las declaraciones de Moreno, la Corte Suprema de Colombia, abrió investigación a cinco personas, entre ellas un exmagistrado y un fiscal. Esta decisión le permitió a la Corte ampliar los términos procesales, es decir, tener más tiempo para investigar el caso.
Musa Besayle solicitó ingresar a la JEP, un tribunal de justicia especial instituido a raíz de los acuerdos La Habana - Colón. El objetivo del señor Besayle era el de recibir beneficios carcelarios por considerar que su caso se dio en el marco del conflicto armado.
El exgobernador Lyons fue detenido por agentes de migración de los Estados Unidos el 1 de agosto de 2019. Se especuló su extradición a Colombia, la cual se encuentra en curso.
Fue condenado el exmagistrado Leonidas Bustos, porque se llegó a probar su liderazgo en el entramado, y se detuvo preventivamente al exmagistrado Gustavo Malo, que a fecha del 6 de agosto de 2019, rendía declaración por el caso.

## Involucrados
Algunos de los principales involucrados en el escándalo del cartel de la toga son:
- José Leonidas Bustos, profesor universitario, magistrado y dos veces Presidente de la Corte Suprema de Justicia de Colombia.[2][33][34]
- Eyder Patiño, profesor universitario y magistrado de la Corte Suprema de Justicia.
- Luis Gustavo Moreno, profesor universitario y Jefe de la División Anticorrupción de la Fiscalía General de la Nación (Colombia),[2] condenado a 4 años y 10 meses de prisión por la Corte Suprema de Justicia de Colombia, a 48 meses de prisión en los Estados Unidos e inhabilitado por 15 años por el Consejo Superior de la Judicatura.[35]
- Luis Eduardo Montealegre, profesor universitario, varias veces procurador general de la Nación por encargo y ex fiscal general de la Nación.[36]
- Jorge Fernando Perdomo, profesor universitario y ex fiscal general de la Nación, por encargo.[37]
- Francisco Ricaurte, profesor universitario, magistrado y expresidente de la Corte Suprema, capturado el miércoles 20 de septiembre de 2017 dentro del búnker de la Fiscalía.[2]
- Camilo Tarquino, profesor universitario, magistrado y expresidente de la Corte Suprema.[2]
- Camilo Andrés Ruíz, exmagistrado auxiliar.
- Gustavo Malo, profesor universitario, magistrado de la Corte Suprema, quién no ha sido formalmente acusado pero quien lleva más de 3 meses alejado de la Corte en licencia no remunerada.[1][2]
- Yara Malo, hija de Gustavo Malo, a quién la Fiscalía imputo cargos en octubre de 2017 por extorsión agravada, al amenazar a una fiscal de Bogotá con "mover sus influencias" para hacerla despedir del cargo o trasladarla a un sector con problemas de orden público si no accedía a pagarle cierta cantidad de dinero por haberla ayudado a ingresar a trabajar en el ente acusador.[38][39][1][40]
- Alejandro Lyons, exgobernador de Córdoba.[1][2]
- Leonardo Pinilla, abogado de Alejandro Lyons.
- Daniel Fernando Díaz Torres, fiscal anticorrupción.[41]
- Mauricio Lizcano, congresista.
- Musa Besayle, exsenador de Colombia.[1][2]
- Hernán Andrade, ex profesor universitario, exsenador de Colombia.[2]
- Álvaro Ashton, exsenador de Colombia.[2][42]
- Zulema Jattin, exsenadora de Colombia.[2]
- Luis Alfredo Ramos, exgobernador y excongresista.[2]
- Sandra Paola Hurtado, exgobernadora del Quindio.[43]
- Alfredo Bettin Sierra, fiscal delegado ante la Corte Suprema quien trancó investigaciones en contra del exgobernador del Valle, Juan Carlos Abadía.[2]
- Nilton Córdoba, representante a la Cámara[44]
- Argenis Velásquez Ramírez, congresista.
- Julio Eugenio Gallardo, congresista.
- Julio Manzur, excongresista.
- Martín Emilio Morales, excongresista.
- Juan Carlos Abadía, exgobernador del Valle del Cauca.
- Lucas Gnecco, exgobernador del Cesar.
- Franklin Germán Chaparro, exalcalde de Villavicencio.
- Luis Raúl Acero, funcionario de la Fiscalía
- Héctor Gerardo Torres, asesor del senador Germán Varón
- Luis Ignacio Lyons España, abogado del senador Musa Besaile, y primo hermano de Alejandro Lyons.
- Martha Cristina Pineda, exesposa de José Leonidas Bustos.

## Condenados
- Luis Gustavo Moreno Rivera: Director Nacional Anticorrupción [45] fue condenado el 9 de marzo de 2018 por la Sala Penal de la Corte Suprema de Justicia de Colombia, a 4 años y 10 meses de prisión por los delitos de concusión y utilización indebida de información privilegiada; el Consejo Superior de la Judicatura de Colombia lo destituyó e inhabilitó por 15 años para ejercer funciones públicas. [46]En enero de 2019 en la Corte Federal del Sur de la Florida en Miami, Estados Unidos de América, Luis Gustavo Moreno se declaró culpable del delito de conspiración para lavar dinero con el fin de promover soborno internacional, y fue condenado a 48 meses de prisión. [47]Por orden de la Corte Suprema de Justicia de Colombia quedó en libertad en octubre de 2022. [48][49]
- Gustavo Enrique Malo Fernández: magistrado de la Corte Suprema de Justicia de Colombia fue condenado por este mismo tribunal a 9 años de prisión por los delitos de concierto para delinquir, prevaricato por omisión y cohecho propio. [50] Está preso en una guarción militar. [51]